# Traitement des gaz par les amines

Schéma de procédé d'une installation de traitement des gaz par une amine.

Le traitement des gaz par les amines désigne un procédé de séparation de mélanges gazeux utilisant des solutions aqueuses d'amines pour retirer des gaz acides comme le sulfure d'hydrogène (H2S) et le dioxyde de carbone (CO2) de mélanges gazeux. Il s'agit de procédés courants dans l'industrie chimique.
Les amines les plus utilisées sont la diéthanolamine (DEA), l'éthanolamine (MEA), la N-méthyldiéthanolamine (MDEA), la diisopropylamine (DIPA) ou la diglycolamine (DGA). Les DEA, MEA et MDEA sont les amines plus fréquentes dans les applications industrielles, notamment pour retirer les composés du soufre dans les hydrocarbures comme le gaz de pétrole liquéfié.

## Procédé

### Histoire
Le premier brevet lié au retrait de gaz acides grâce à une absorption par aminoalcool est déposé par R. R. Bottoms en 1930. La triéthanolamine, qui a été la première amine à être produite industriellement, est utilisée dans les premières unités de traitement de gaz. Les autres amines sont évaluées dans ce sens dès que leur production devient industrielle. Les diéthanolamine (DEA), l'éthanolamine (MEA) et la N-méthyldiéthanolamine (MDEA), qui sont beaucoup plus efficaces, la remplacent rapidement. La diisopropylamine (DIPA) est brièvement utilisée avant d'être abandonnée au profit de la MDEA.
Au début des années 1950, la découverte du gisement de gaz de Lacq, amène l'entreprise Total à innover pour réduire l'extrême acidité du gaz extrait : celui-ci contient près de 16 % de sulfure d'hydrogène (H2S) et 10 % de dioxyde de carbone (CO2). En avril 1957, après un gros effort de recherche sur les matériaux et les procédés, la première unité de traitement du gaz, d'une capacité de 1 million de mètres cubes de gaz quotidiens, fondée sur l'utilisation de la diéthanolamine (DEA) est mise en service. Diverses amines sont essayées : en 1978, la diéthanolamine (MDEA) est adoptée dans le traitement de certains gaz riches en sulfure d'hydrogène.
Au début des années 1970, l'entreprise allemande BASF cherche à améliorer la synthèse de l'ammoniac en travaillant sur le rendement du procédé Haber-Bosch. Ce procédé, qui synthétise l'ammoniac à partir d'un mélange gazeux d'azote et de dihydrogène, est précédé d'une étape de retrait du dioxyde de carbone. L'idée de réaliser ce retrait par une réaction avec des amines s'avère un succès. Elle est par la suite améliorée avec l'adoption de la N-méthyldiéthanolamine activée (aMDEA), qui remplace l'éthanolamine (MEA) ou le procédé au carbonate de potassium.

### Principe
Les gaz habituellement retirés par les amines sont les gaz acides comme le dioxyde de soufre (SO2), le chlorure d'hydrogène (HCl), le dioxyde d'azote (NO2), le cyanure d'hydrogène (HCN), l'acide carbonique (H2CO3), etc. mais aussi le sulfure d'hydrogène (H2S) et le dioxyde de carbone (CO2), nettement plus fréquents. Ces gaz sont fréquents dans les procédés industriels de chimie organique.
Les réactions chimiques diffèrent selon le type d'amine et de gaz acide à retirer. Dans l'exemple d'une amine courante, l'éthanolamine, notée RNH2, réagissant avec du sulfure d'hydrogène, la réaction chimique s'écrit comme suit :
          
RNH2 + H2S  {\displaystyle \rightleftharpoons }  RNH3+ + SH−

et, pour le CO2 :
          
RNH2 + CO2  {\displaystyle \rightleftharpoons }  RNHCOO− + H+

Une installation de traitement par les amines est constituée, classiquement, de deux réacteurs chimiques, l'absorbeur et le régénérateur. Dans l'absorbeur, le flux descendant d'amine rencontre le flux ascendant d'un mélange gazeux, et se combine avec les gaz acides qu'il contient. Le mélange gazeux « adouci » sort de l'absorbeur débarrassé de ses acides, l'amine « riche » coule en emportant avec elle les gaz acides. Dans le régénérateur, l'amine riche est chauffée successivement dans un strippeur (type d'évaporateur) et un bouilleur pour que s'évacuent des vapeurs riches en acides. L'amine, devenue « pauvre » en acides, est refroidie par l'amine riche issue de l'absorbeur. L'amine pauvre froide peut alors retourner dans l'absorbeur afin de laver le gaz.

## Amines
La concentration d'amine dans la solution aqueuse est un paramètre important dans la conception et le fonctionnement d'une installation de traitement de gaz. On peut citer, à titre d'exemple, 4 concentrations massiques typiques d'amines selon le type de gaz à retirer :
- éthanolamine (MEA) : environ 20 % s'il s'agit d'ôter le H2S et le CO2 présents en de faibles concentrations dans le gaz. La limitation vient du comportement corrosif de cette amine. On peut monter jusqu'à une concentration d'environ 32 % s'il n'y a que du CO2 à retirer[P 3] ;
- diéthanolamine (DEA) : de 25 à 30 % pour ôter le H2S et le CO2. Cette amine est utilisée pour traiter des gaz assez acides, mais n'est pas conseillée s'ils contiennent beaucoup de CO2[P 4] ;
- N-méthyldiéthanolamine (MDEA) : de 30 à 60 % pour ôter le H2S et le CO2. Peu corrosive, cette amine est efficace pour retirer le H2S quand le rapport CO2 / H2S est élevé[P 5]. ;
- diglycolamine (DGA) : de 40 à 60 % pour ôter le H2S et le CO2. Les hautes concentrations, possibles à cause de sa pression de vapeur saturante faible, limitent la taille de l'installation. Cette amine est efficace pour retirer le CO2 à basse pression[P 6].

Le choix de la concentration en amine dans le fluide circulant dépend d'un certain nombre de paramètres et peut être assez arbitraire. Il est généralement fait empiriquement, en se fondant sur l'expérience. Les paramètres influents sont la nature du mélange gazeux traité, la pression, la température, la pureté finale souhaitée, etc. Ainsi, le gaz naturel ou les coproduits de raffinage sont assez pauvres en H2S et CO2, alors que les gaz issus du reformage à la vapeur dans la synthèse de l'ammoniac à partir du gaz naturel sont riches en CO2
On utilise aussi le traitement par les amines pour retirer le dioxyde de soufre (SO2) et le dioxyde d'azote des fumées des centrales thermiques.
Le H2S comme le CO2 corrodent tous deux l'acier au carbone. Mais, dans une unité de traitement par les amines, le CO2 est le plus agressif des deux. En effet, le H2S forme un film protecteur de sulfure de fer sur la surface du métal. Lorsque l'on traite des gaz à haute teneur en CO2, on injecte des inhibiteurs de corrosion afin de pouvoir travailler avec de plus hautes concentrations en amine.
On peut également citer un autre paramètre important : la solubilité relative du H2S et du CO2 dans l'amine sélectionnée. Les considérations évoquées ci-dessus ne sont pas exhaustives… La consommation d'énergie du regénérateur peut aussi intervenir dans les procédés produisant peu de vapeur d'eau.
Des catalyseurs peut aussi être ajoutés : la N-méthyldiéthanolamine activée (ou aMDEA) correspond à cette amine mélangée avec de la pipérazine afin d'augmenter son affinité avec le CO2.

## Utilisations industrielles
Dans les raffineries de pétrole, le gaz acide qu'on cherche à retirer est généralement du H2S. Le traitement du gaz par les amines constitue l'étape de désulfuration. Les vapeurs d'amine combinée au soufre, qui sortent du régénérateur, sont généralement traitées par le procédé de Claus, où elles sont transformées en soufre pur. La majeure partie des 64 000 tonnes de soufre pur produites dans le monde en 2005 le sont d'ailleurs en tant que sous-produit issu de ce procédé,. Une alternative au procédé de Claus est le procédé à l'acide sulfurique humide (en) qui récupère le soufre sous la forme d'acide sulfurique (H2SO4) concentré. Dans certaines usines, le régénérateur est associé à plusieurs absorbeurs.
Dans la synthèse de l'ammoniac à partir du gaz naturel, l'hydrogène gazeux issu du reformage à la vapeur des hydrocarbures est débarrassé du CO2 qu'il contient par un traitement par les amines.
Une application qui pourrait se développer est la diminution des gaz à effet de serre émis par les centrales thermiques, où le traitement par les amines est une technologie adaptée et alternative à l'adsorption par inversion de pression.
L'industrie sidérugique évalue, pour les mêmes raisons, le traitement de ses gaz de process par les amines ou un autre procédé. Ainsi, l'entreprise japonaise Nippon Steel, ainsi que sa concurrente coréenne POSCO, ont testé le traitement du gaz de haut fourneau, riche en CO2, par des amines. L'efficacité, comme la propreté, des procédés de réduction directe peuvent être également améliorés par le traitement de leur gaz avec des amines. Cependant, en 2014, seule l'adsorption par inversion de pression, un procédé aux performances similaires, fonctionne industriellement dans quelques usines de réduction directe.
Le lavage aux amines est une des technologies disponibles pour l'épuration du biogaz en biométhane.

## Procédés alternatifs
Le traitement des gaz par les amines est un des procédés utilisés pour dépolluer des gaz, à la fois dans un but écologique, que pour améliorer le rendement des procédés qui les utilisent. On peut évoquer quelques technologies alternatives :
- la méthode de séparation membranaire, qui n'utilise pas de média fixant les molécules à retirer[8] ;
- l'adsorption par inversion de pression, qui utilise un adsorbant solide, régénéré par mise en dépression[6]. On évite l'utilisation de vapeur, mais les compresseurs nécessaires sont gourmands en électricité.